# Saint-Marcel (Olaszország)
Saint-Marcel  egy olasz község Valle d'Aosta régióban.

## Elhelyezkedése

Saint-Marcel község Valle d'Aosta térképén

Szomszédos települések :Brissogne, Cogne, Fénis, Nus és Quart.

## Látnivalók
- Saint-Marcel  kastélya
- a San Rocco kápolna, amelyet 1630-ban, az aostai pestisjárvány idején emeltek